# Persitara Jakarta Utara
Persitara ou Persitara Jakarta Utara é um clube de futebol da Indonésia.